# Asota caricae
Asota caricae là một loài bướm đêm thuộc họ Erebidae. Loài này có ở Indo-Australian tropics tới Queensland và Vanuatu.
Sải cánh dài 51–58 mm.
Ấu trùng ăn các loài Ficus, Broussonetia, Mesua, Tectona và Shorea.

## Hình ảnh

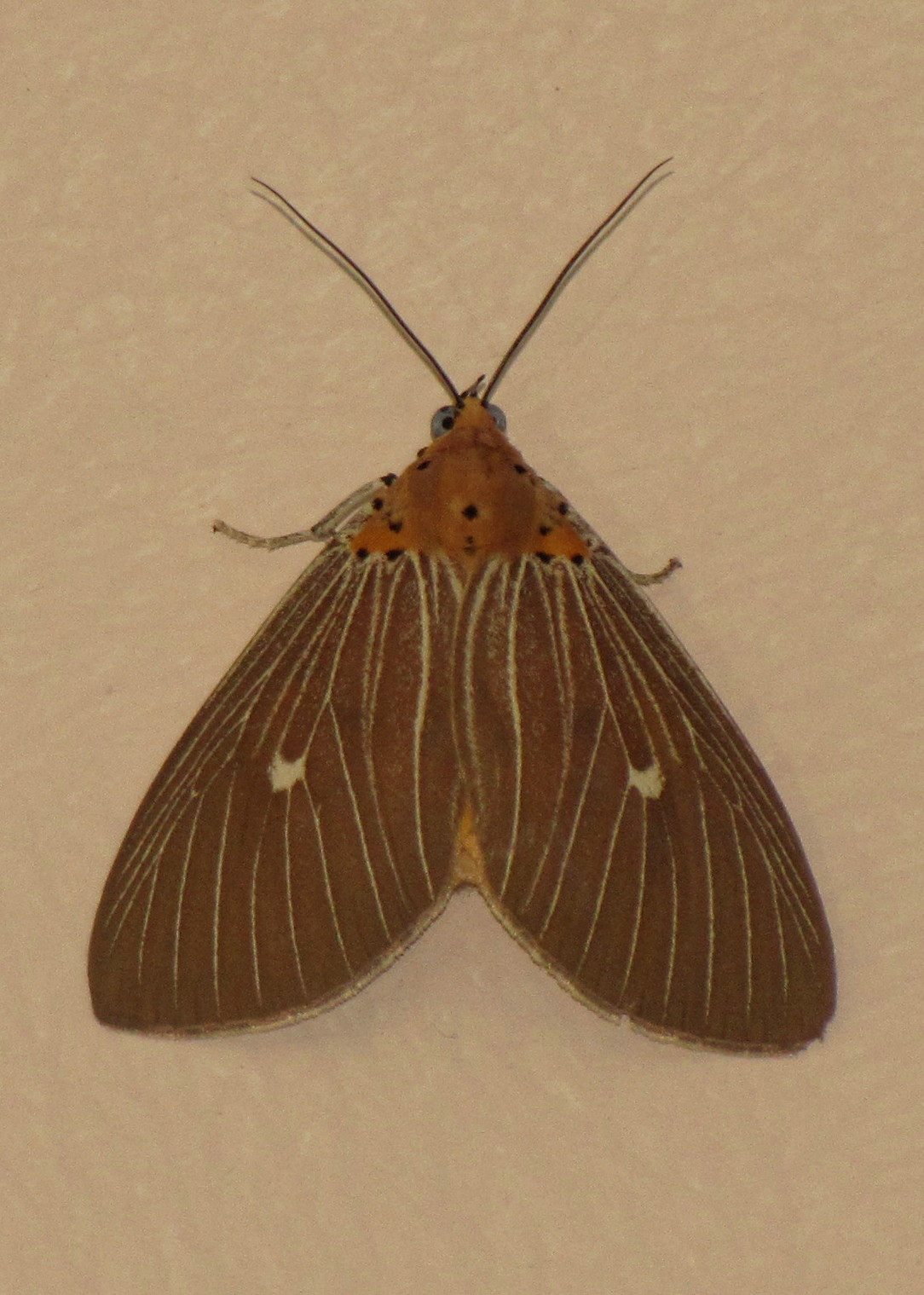
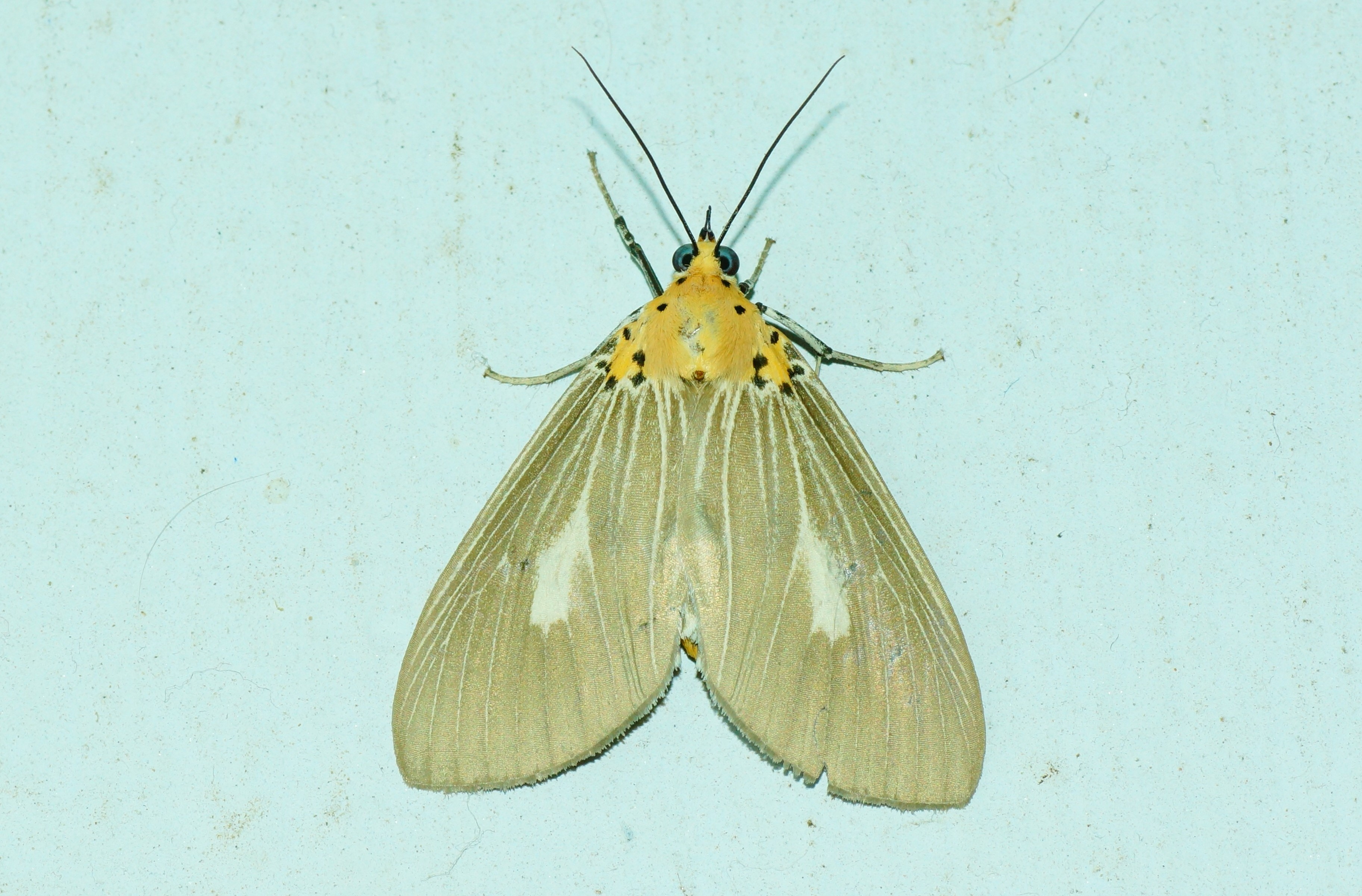
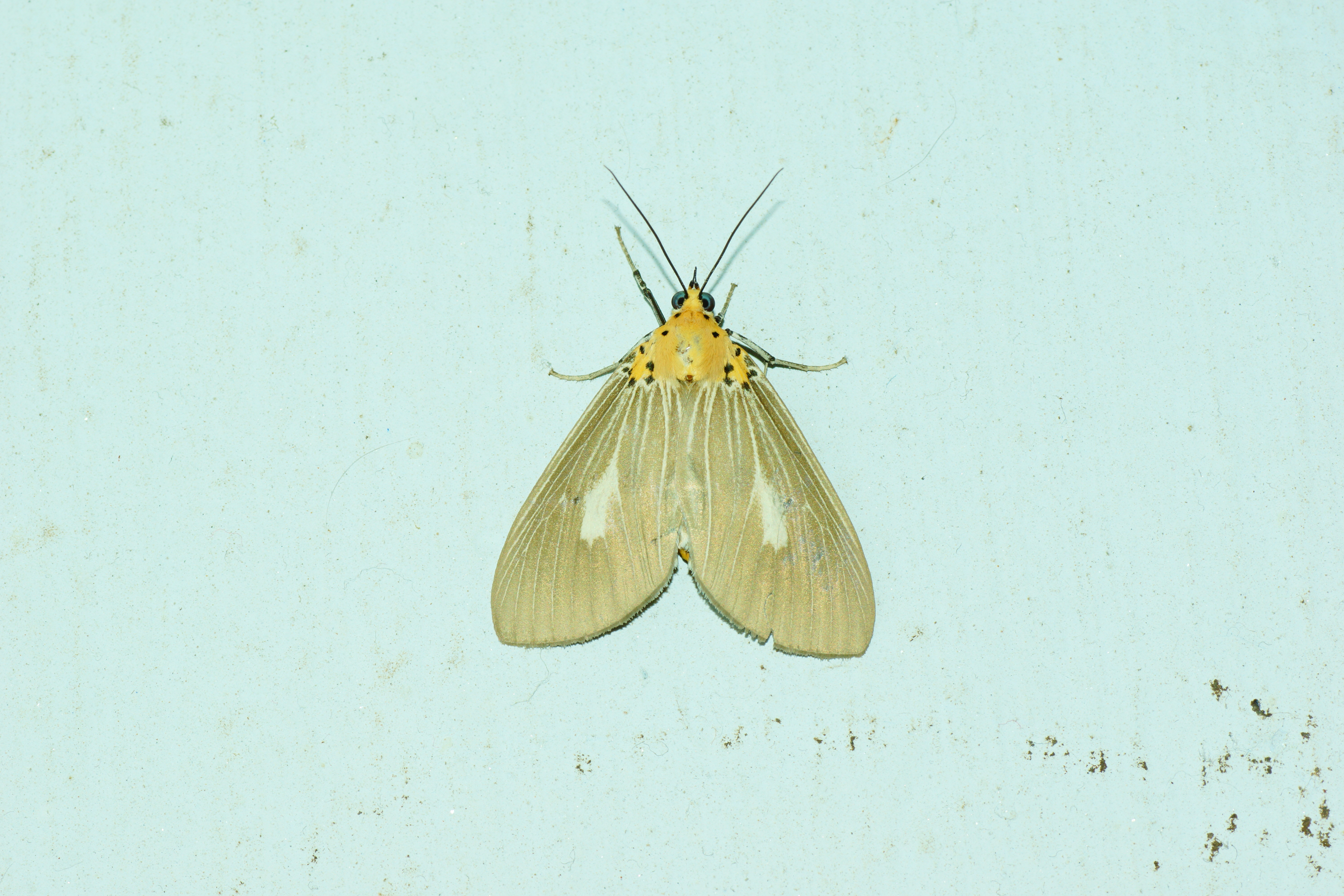
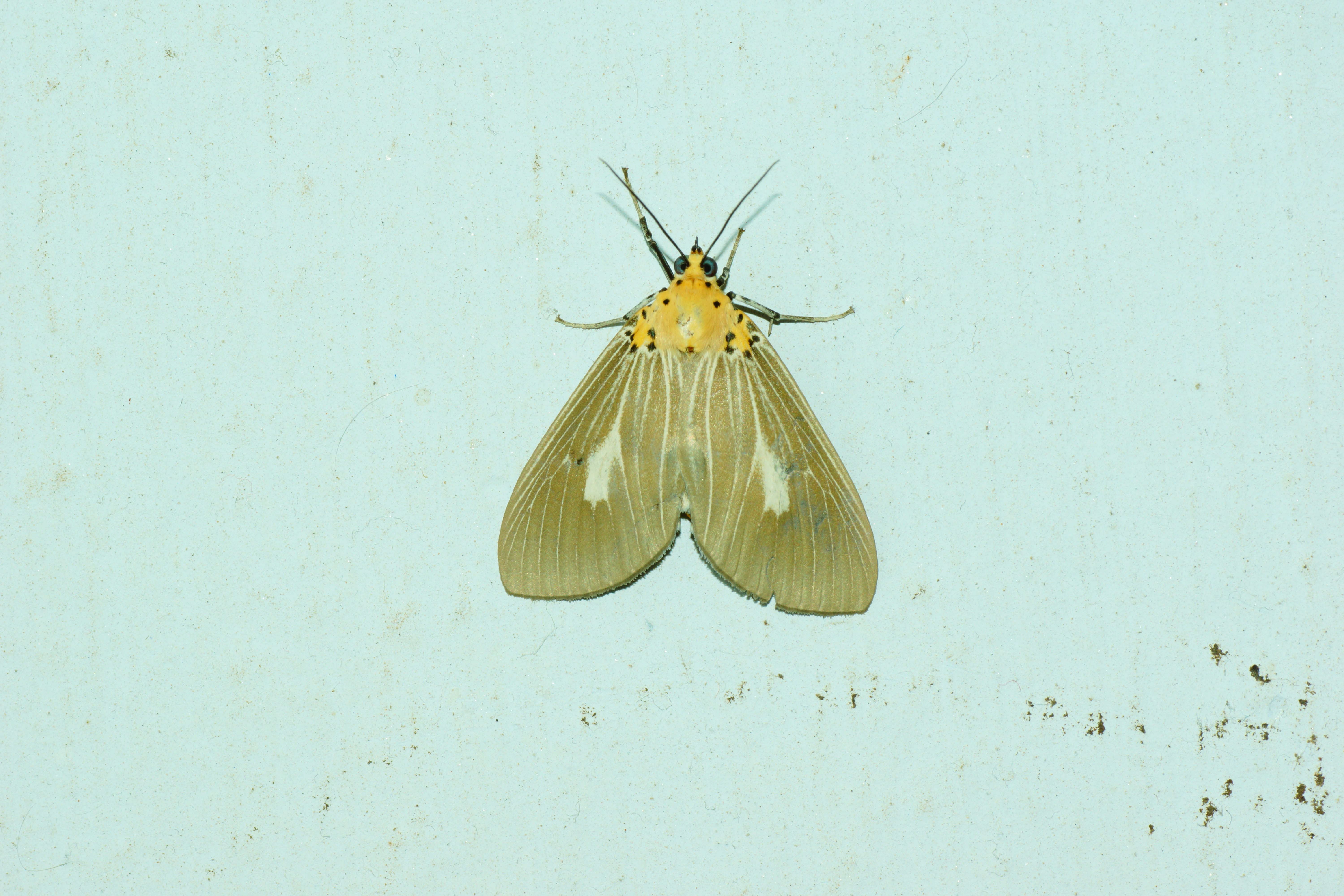